# De poolster
De poolster is een stripreeks die begonnen is in 1994 met Luc Dellisse als schrijver en Philippe Delaby als tekenaar.

## Albums
Alle albums zijn geschreven door Luc Dellisse, getekend door Philippe Delaby en uitgegeven door Le Lombard.
| Nummer | Titel                           |
| ------ | ------------------------------- |
| 1      | Het midden van de hemel         |
| 2      | De nacht als een Arabisch paard |
| 3      | De onechte tweeling             |